# Séisme de 1976 à Tangshan
 (janvier 2017).
 (juillet 2025).
Si vous disposez d'ouvrages ou d'articles de référence ou si vous connaissez des sites web de qualité traitant du thème abordé ici, merci de compléter l'article en donnant les références utiles à sa vérifiabilité et en les liant à la section « Notes et références ».
Le séisme de 1976 à Tangshan (chinois simplifié : 1976年唐山大地震) eut lieu le 28 juillet 1976 à 3 h 52 du matin, en Chine. Il fut l'un des plus meurtriers de l’Histoire. L'épicentre du séisme se trouvait près de la cité industrielle de Tangshan dans la province du Hebei, qui comptait environ un million d'habitants à l'époque. Selon les chiffres officiels, le bilan du tremblement de terre fut de 242 419 morts, mais certaines sources en totalisent trois fois plus. Il y eut également 164 581 personnes gravement blessées. Les sismologues estiment que le tremblement de terre a atteint la magnitude de 8,2 sur l'échelle de Richter, alors que le gouvernement chinois l'a évalué entre 7,6 et 7,8. Le tremblement de terre fut suivi quinze heures plus tard par une réplique de 7,1 sur l'échelle de Richter, qui fit de nouveaux morts.

## Bilan
Le tremblement de terre de Tangshan tua 242 419 personnes selon les chiffres officiels, alors que certaines sources mentionnent un nombre trois fois supérieur. Cela en ferait un des tremblements de terre les plus meurtriers de l'Histoire.

## Conséquences
Le gouvernement de la république populaire de Chine, sortant juste de la période dite de la révolution culturelle, refusa l'aide internationale.
Tangshan est un parfait exemple de ville et région qui accueillirent après 1945 un grand nombre de paysans qui partaient de leurs terres pour rejoindre les villes. Cet exode rural ne touchait pas spécifiquement la Chine, mais le monde entier. De 1945 à 1975, période relativement courte, un grand nombre de bâtiments furent construits pour loger les ouvriers et leurs familles.  
Le nombre de morts fut sans doute sous-évalué pour masquer les effets visibles de la corruption de hauts fonctionnaires en matière de respect  des normes parasismiques, de résistance des matériaux de construction et de conception des bâtiments et ouvrages d'art. Le gouvernement de la Chine populaire interdit la zone aux experts occidentaux et surtout aux journalistes susceptibles d'informer le monde et surtout les Chinois sur ces pratiques criminelles d'un grand nombre des cadres dirigeants du parti communiste chinois. La Chine populaire refusa de communiquer sur le sujet, allant jusqu’à le nier. Le tabou fut levé seulement à partir des années 2000, lorsque de rares journalistes commencèrent à aborder le sujet, à la suite d'autres séismes comme celui du Sichuan le 12 mai 2008, ou celui de 2013, toujours au Sichuan, qui montra que ces pratiques liées à la corruption n'avaient pas changé.

### Vidéographie
- « Le Journal A2 20H : émission du 30 juillet 1976 » [vidéo], sur ina.fr